# Jutta ze Sponheimu
Jutta ze Sponheimu (22. prosince 1091 – 22. prosince 1136) byla abatyší kláštera svatého Disaboda v Bingenu do své smrti v roce 1136. Učila a motivovala Hildegardu z Bingenu.